# Amiga 500plus
Amiga 500+ bilo je računalo tvrtke Commodore kojim se nastavljala propast tvrtke započeta s CDTVom.

## Povijest računala
Ovo računalo je izdano 1991. godine kao nadogradnja popularnog modela Amiga 500. Za razliku od svog prethodnika dolazio je s ugrađenih 1 MB RAMa i satom. Grafika je zabilježila minimalne promjene, a sve u svemu to je ostalo identično računalo samo s novim problemima. U radu se dokazalo da novi operativni sustav Workbench 2.04 nije dovoljno kompatibilan s prethodnim, Workbench 1.3. Veliki broj igara i programa jednostavno nije radio.
Razočarani kupci su Amige 500+ vraćali u dućane zahtijevajući zamjenu za običnu Amigu 500. Commodore svjestan izdanog poluproizvoda nije se usudio reklamirati ovo računalo. Oni koji su se nadali da je Amiga 500+ samo nesretni slučaj uspješne kompanije, postaju uskoro razočarani novom Amigom 600. 
Amiga 500+ je ostala u proizvodnji približno 6 mjeseci.